# Clotide Rometti

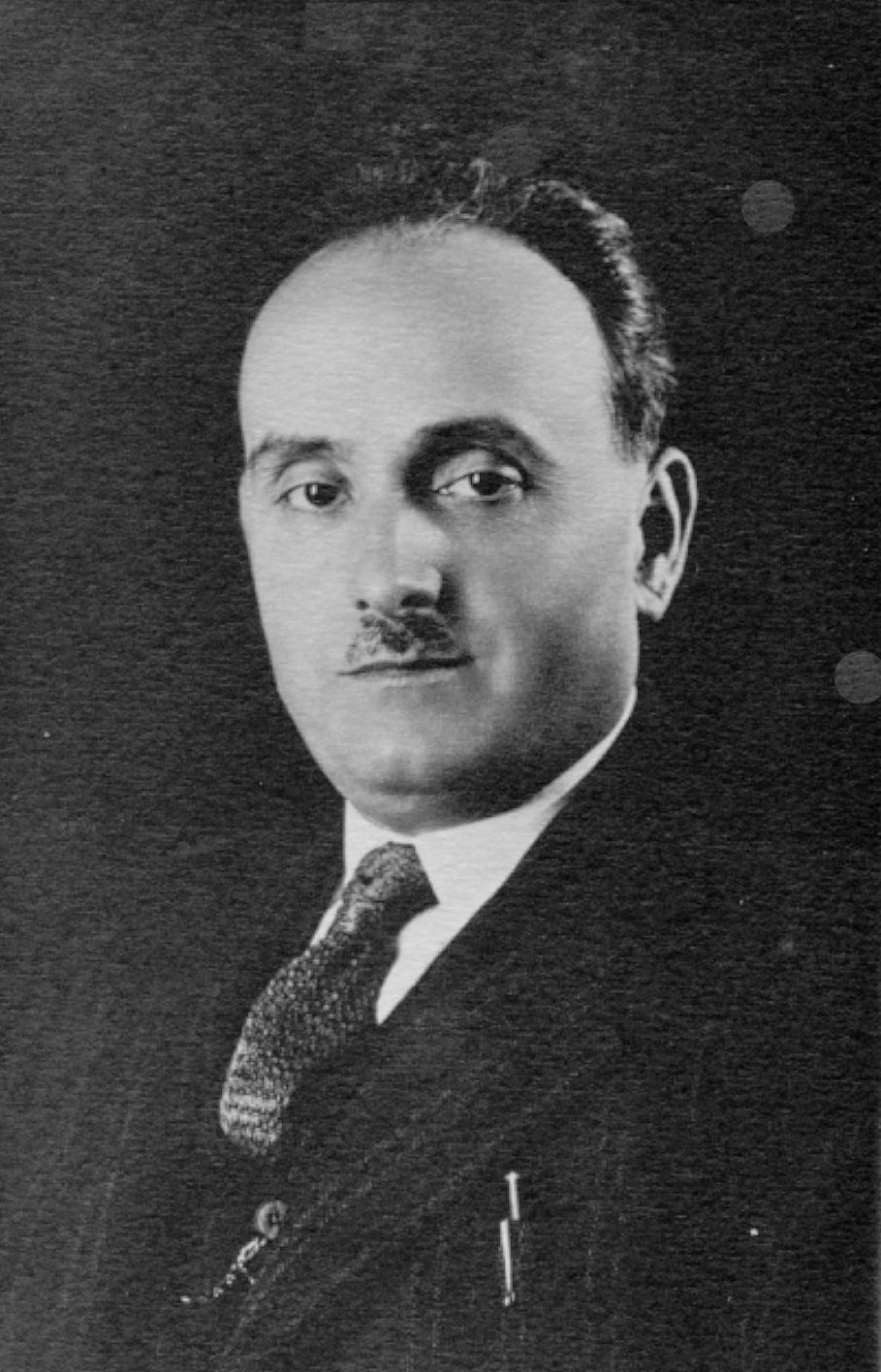
Clotide Rometti

Clòtide Rometti detto Lollo (Umbertide, 27 febbraio 1882 – Nizza, 17 luglio 1964) è stato un politico e imprenditore italiano.

## Biografia
Nacque ad Umbertide il 27 febbraio del 1882 da Angelo e Rosa Bebi. Considerato  un sovversivo per le sue idee politiche, emigrò una prima volta in Francia nel 1909, tornando in Italia nel 1915 come richiamato alle armi per la prima guerra mondiale.Dopo il congedo continuò a diffondere ad Umbertide ed in Umbria il suo ideale socialista e fu per questo costretto a riparare nuovamente in Francia nel 1921, perché perseguitato dal nascente fascismo.
Politico socialista di rilevanza internazionale fu amico personale di Pietro Nenni e punto di riferimento per i fuoriusciti politici, tra questi anche Sandro Pertini che fu suo ospite nell'esilio di Nizza e lavorò nell'impresa di costruzioni che Clòtide aveva creato nel 1935.
La famiglia Rometti, da sempre impegnata in politica sin dai tempi del Risorgimento (non a caso tra i familiari troviamo  nomi come Mameli, Aspromonte, Tarquinia, Mentana, Coriolano etc.), è nota soprattutto per aver fondato le  Ceramiche Rometti  dove lavorarono artisti del livello di Corrado Cagli e Leoncillo, contribuendo a conferirgli importanza a livello nazionale.
In una mostra tenutasi all'Archivio Centrale dello Stato nel 2007 sono stati esposti, oltre ad un'importante raccolta della produzione della Ceramica Rometti, anche una serie di documenti sull'attività politica di Clòtide Rometti e di altri appartenenti della sua famiglia.  
Il carteggio di Clotide Rometti che va dal 26 giugno 1932 al 21 aprile 1940 è patrimonio della fondazione Pietro Nenni, ospitato come fondo federato nel sito dell'Archivio storico del Senato della Repubblica.

## Successo elettorale
Dirigente della Camera del Lavoro di Umbertide e protagonista delle lotte contadine degli anni Venti, Clotide Rometti, insieme a Aspromonte Bucchi e Giuseppe Guardabassi diventarono consiglieri provinciali. Ma «le forze padronali», si legge in un libro dedicato al Movimento dei lavoratori nell'Alta Valle del Tevere, «indirizzarono le proprie simpatie verso il nascente movimento fascista, che sembrava dare ampie garanzie di poter fronteggiare la spirale rivoluzionaria messa in moto dai socialisti e dai sindacati». La rivista Il solco, organo della Sezione Socialista e della Camera del Lavoro di Umbertide, dedica al fenomeno fascista un editoriale nel febbraio 1921 corredata di una vignetta in stile Scalarini (non firmata). Nel suo libro di ricordi Sessant'anni di socialismo nell'alta Umbria e in Italia edito dalla casa editrice omonima, Il Solco, Clotide Rometti auspica «un'azione organizzata, calma, senza eccessi inutili, senza fanatismi settari, ma attiva, cosciente, costruttiva».

## Opere
- Lo stalinismo al bivio : crisi del comunismo ; riforme urgenti, Il Solco, Città di Castello 1958
- Sessant'anni di socialismo nell'alta Umbria e in Italia : Con prefazione di Giulio Briziarelli, Il Solco, Città di Castello 1956